# HD 20162
HD 20162，又名BD+44 648，SAO 38685、HR 973，是一颗恒星，视星等为6.16，位于銀經147.87，銀緯-10.41，其B1900.0坐标为赤經3h 9m 16.7s，赤緯+44° -10.41′ 33″。